# Гізельберт (граф Люксембургу)
Гізельберт (нім. Giselbert; бл. 1007 — 14 серпня 1059) — граф Люксембургу в 1047—1059 роках.

## Життєпис
Походив з династії Арденн-Люксембург (Старшого Люксембурзького дому). Третій син Фрідріха, графа Мозельгау, та Ірментруди фон Веттерау. Народився близько 1007 року. Вперше згадується як граф Зальм і сеньйор Лонгві. Можливо графство Зальм отримав внаслідок шлюбу. Разом з братом Дітрихом активно діяв проти Трірського архієпископства, намагаючись розширити власні володіння.
1047 року після смерті брата Генріха II успадкував графство Люксембург. 1050 року стає фогтом монастиря Ехтернах. Влітку 1056 року присвоїв собі статки абатств святого Максиміна і Сен-Вілліброд в Ехтернасі, де він був фогтом. Також він вступив у суперечку з Поппо Бабенбергом, архієпископом Тріра, з приводу абатства святого Максиміна, що належало Адальберону III, графу Меца, і братові Гізельберта.
Гізельберт загинув 1059 року під час походу німецького війська до Італії. Йому спадкував старший син Конрад I.

## Родина
Дружина — невідомо
Діти:
- Конрад (бл. 1040—1086) — граф Люксембургу
- Герман (д/н—1088) — 2-й граф Зальму, король Німеччини
- донька — дружина Дітриха фон Амменслебена
- донька (д/н— 1056/1059) — дружина графа Куно фон Ольтігена
- Адальберон (д/н—1097) — канонік Меца
- Ютта — дружина Одо, граф Лімбургу